# Kolonaki, zéro de conduite
Pour plus de détails, voir Fiche technique et Distribution.
Kolonaki, zéro de conduite (Κολωνάκι διαγωγή μηδέν (Kolonaki diagogi mizen)) est un film grec réalisé par Stelios Zografakis et sorti en 1967.

## Synopsis
Un boucher de la rue Athinas, Diamantis Karanampasis, décide d'acheter le penthouse au sommet d'un immeuble de huit étages dans le quartier chic de Kolonáki, au grand dam de ses snobs habitants. Ceux-ci, menés par les Aspromallis (employés du ministère des Affaires étrangères) et les de la Sibelas (des aristocrates ruinés), sont très mesquins. Seul le vieux général, héros de la campagne d'Albanie, Stefanos Koutsomitros, prend la défense de Karanampasis (qui lui a sauvé la vie pendant la guerre). Le général réussit à convaincre les autres habitants que leur attitude est indigne. La famille du boucher est alors acceptée dans l'immeuble. C'est alors que le fils de Karanampasis et la fille de Koutsomitros tombent amoureux.

## Fiche technique
- Titre : Kolonaki, zéro de conduite
- Titre original : Κολωνάκι διαγωγή μηδέν (Kolonaki diagogi mizen)
- Réalisation : Stelios Zografakis
- Scénario : Christos Giannakopoulos et Giorgos Lazaridis, d'après la pièce du premier Une Ortie dans les violettes
- Direction artistique :
- Décors : G. Vidalis
- Costumes :
- Photographie : Grigoris Danalis
- Son : Dionisis Kotaras
- Montage : Yorgos Kontogiannis
- Musique : Kostas Seitanidis
- Production :  Rousopoulos bros.
- Pays d'origine :  Grèce
- Langue : grec
- Format :  Noir et blanc
- Genre : Comédie
- Durée : 83 minutes
- Dates de sortie : 1967

## Distribution
- Mímis Fotópoulos
- Takis Miliadis
- Sotiris Moustakas
- Tasos Giannopoulos
- Haris Panayotou
- Anna Iasonidou
- Tzavalas Karousos
- Rita Mousouri